# Cobac Parc
Cobac Parc est un parc à thème ouvert en 1975 et situé à Mesnil-Roc'h (Lanhélin), dans l'Ille-et-Vilaine.
Sur 12 hectares, il possède une trentaine d'attractions (montagnes russes, manèges, etc.) ainsi qu'un parc aquatique (toboggans, piscines) depuis 2011, l'Aqua'fun Park.

## Histoire
Le parc est inauguré en 1975. Repris en main par Jean-Christophe et Gaëlle Charbonnel en 2004, ce parc régional connaît en 2007 un nouveau dynamisme avec l'arrivée des premières montagnes russes du parc. 
En 2010, le parc inaugure deux attractions Le Surcouf, un bateau à bascule et La Tour de Gué, une tour d'observation pour un investissement de 640 000 euros. L'année suivante, Cobac Parc se développe avec Aquafun Park, le parc aquatique le plus important de tout le Grand Ouest. Il est une grande extension de l'espace aquatique.
En 2012, le grand aquarium Saint-Malo rachète le parc de loisirs. Il rejoint le groupe Looping et ses autres sites touristiques,. En 2015, le parc fête ses 40 ans d'existence.

## Activité et effectif
Au 30 septembre 2018 le chiffre d'affaires est de 1 868 300 d'euros, réalisé avec 12 collaborateurs.

## Montagnes russes

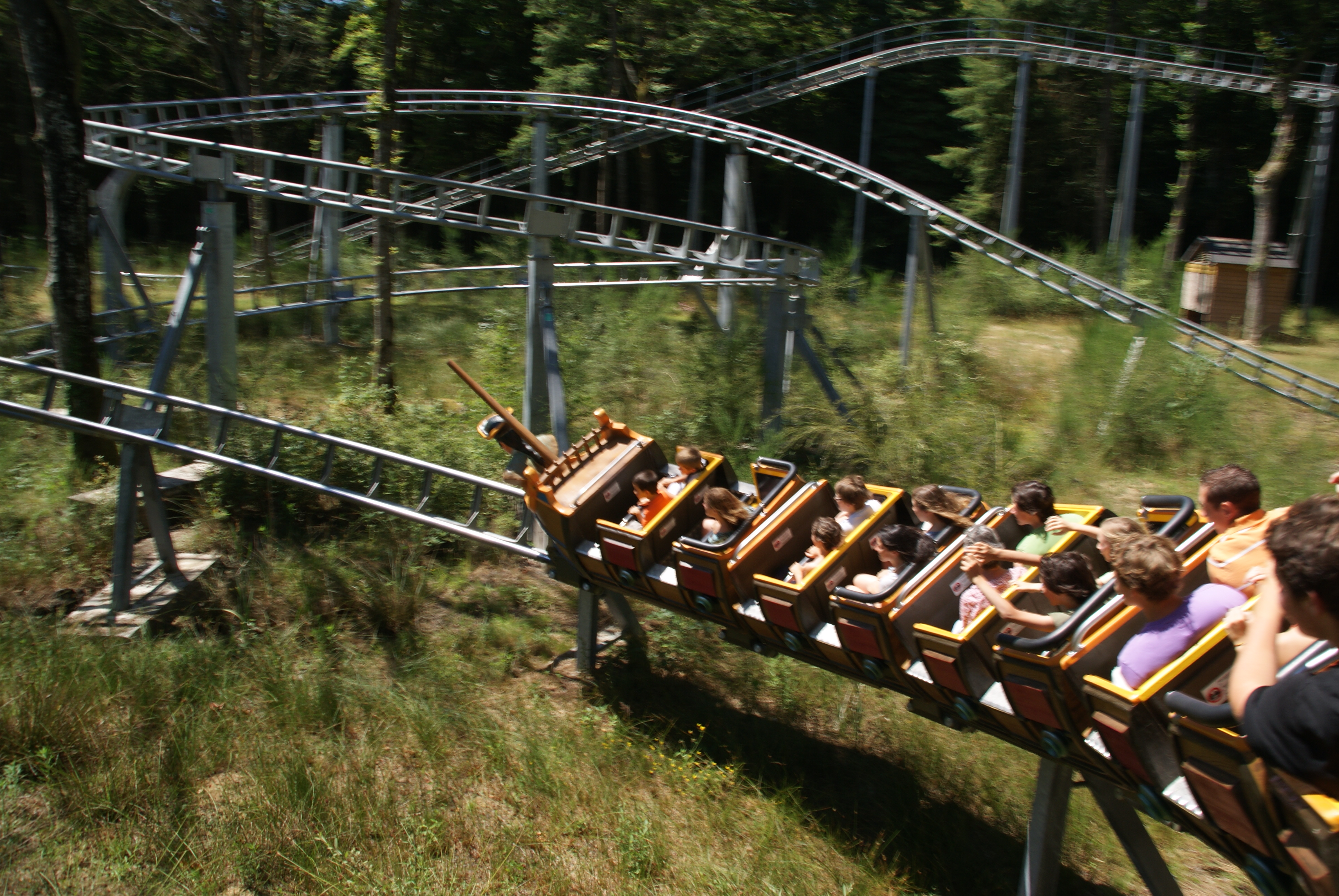
Le Corsaire.

Les montagnes russes en métal Corsaire du constructeur Soquet ouvrirent le 28 avril 2007. Quelques chiffres :
- 600 personnes par heure
- Longueur : 300 m
- Hauteur : 10 m
- Descente : 9,8 m
- Vitesse : 40 km/h

## Aqua'Fun Park

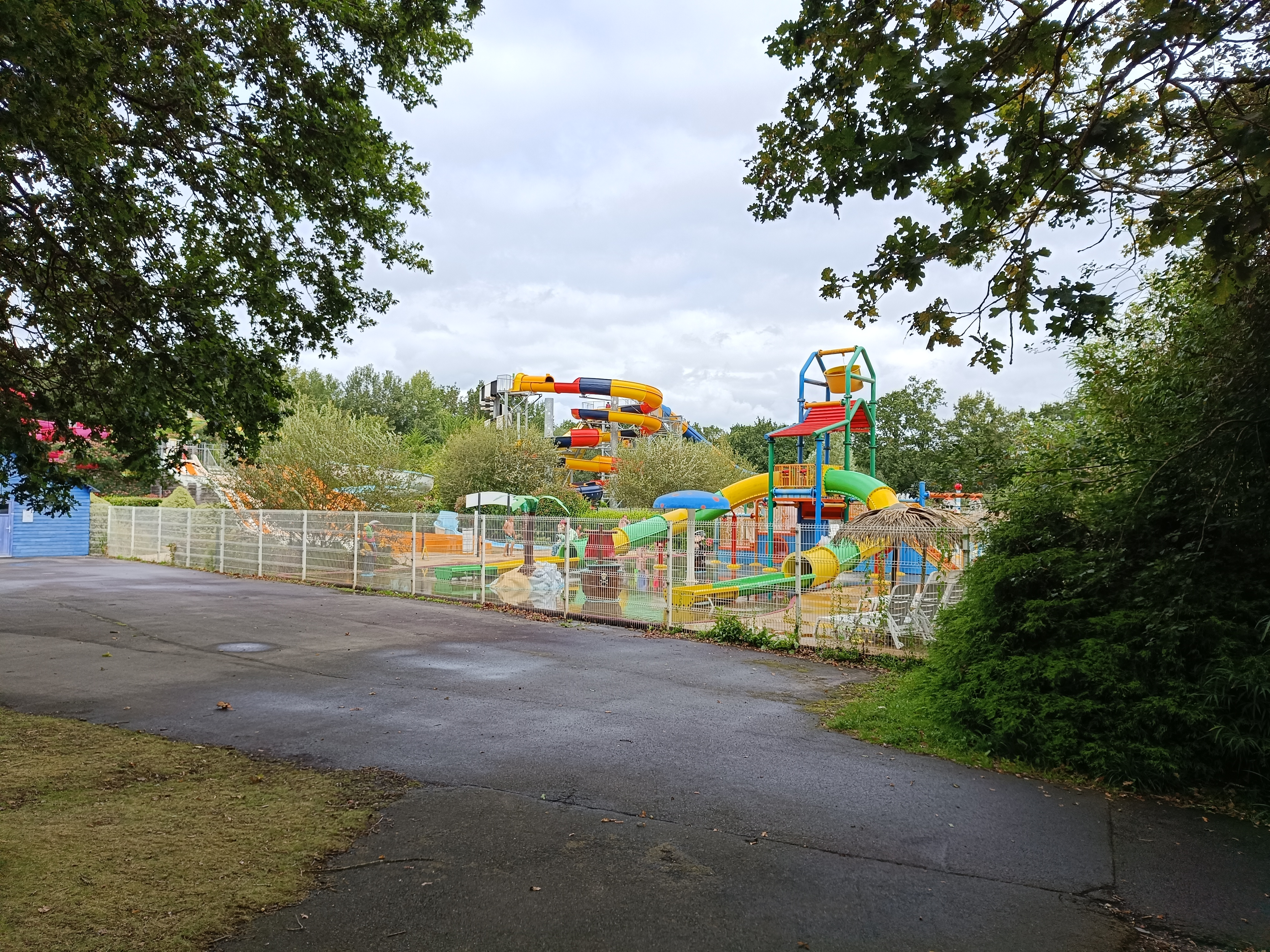
Vue de l'Aqua'Fun Park.

C'est le secteur aquatique du parc. Sur 2 hectares, il possède plusieurs toboggans, avec départs à 12 mètres de haut, circuits de 140 mètres de long : kamikaze, black hole, rivière rapide, toboggan en forme de vague géante, toboggans avec bouées biplaces. Cet investissement de deux millions d'euros représente l'ouverture d'une dizaine d'attractions aquatiques. Aqua'Fun Park voit l'ouverture d'un toboggan supplémentaire de type bowl du constructeur néerlandais Van Egdom en 2012 : Super Crater. L'Aqua Kids Park est inauguré en 2014, pour un coût de 100 000 euros.

## Autres attractions
- Caravelles : petit train pour enfants (2023 - Zamperla) ;
- Carrousel 1900 : carrousel (Concept 1900) ;
- Chevauchée des licornes : pony trekking (Metallbau Emmeln) Anciennement Poneys express jusqu'en 2022 ;
- Dolmen (le) : toboggan aquatique (1998 - Van Egdom) Anciennement Rapido jusqu'en 2022 ;
- Dragons de la tour : Magic Bikes (2016 - Zamperla) Anciennement Magic Bikes jusqu'en 2022 ;
- Excalibur : tour de chute (2023 - SBF Visa) ;
- Graal (le) : tasses (2023 - SBF Visa) ;
- Promenade des menhirs : parcours automobile (2013 - Soquet) Anciennement Circuit des tacots jusqu'en 2022 ;
- Ronde des fées : chaises volantes (2013 - SBF Visa) Anciennement Chaises volantes jusqu'en 2022 ;
- Surcouf : bateau à bascule (2010 – Metallbau Emmeln) ;
- Tour de gué : tour d'observation flying wheel (2010 – Metallbau Emmeln) ;
- Pédalos ;
- Pont de singe ;
- Baby-foot géant ;
- Rodéo ;
- Mini Golf ;
- Jeux gonflables ;
- Karting à pédales.

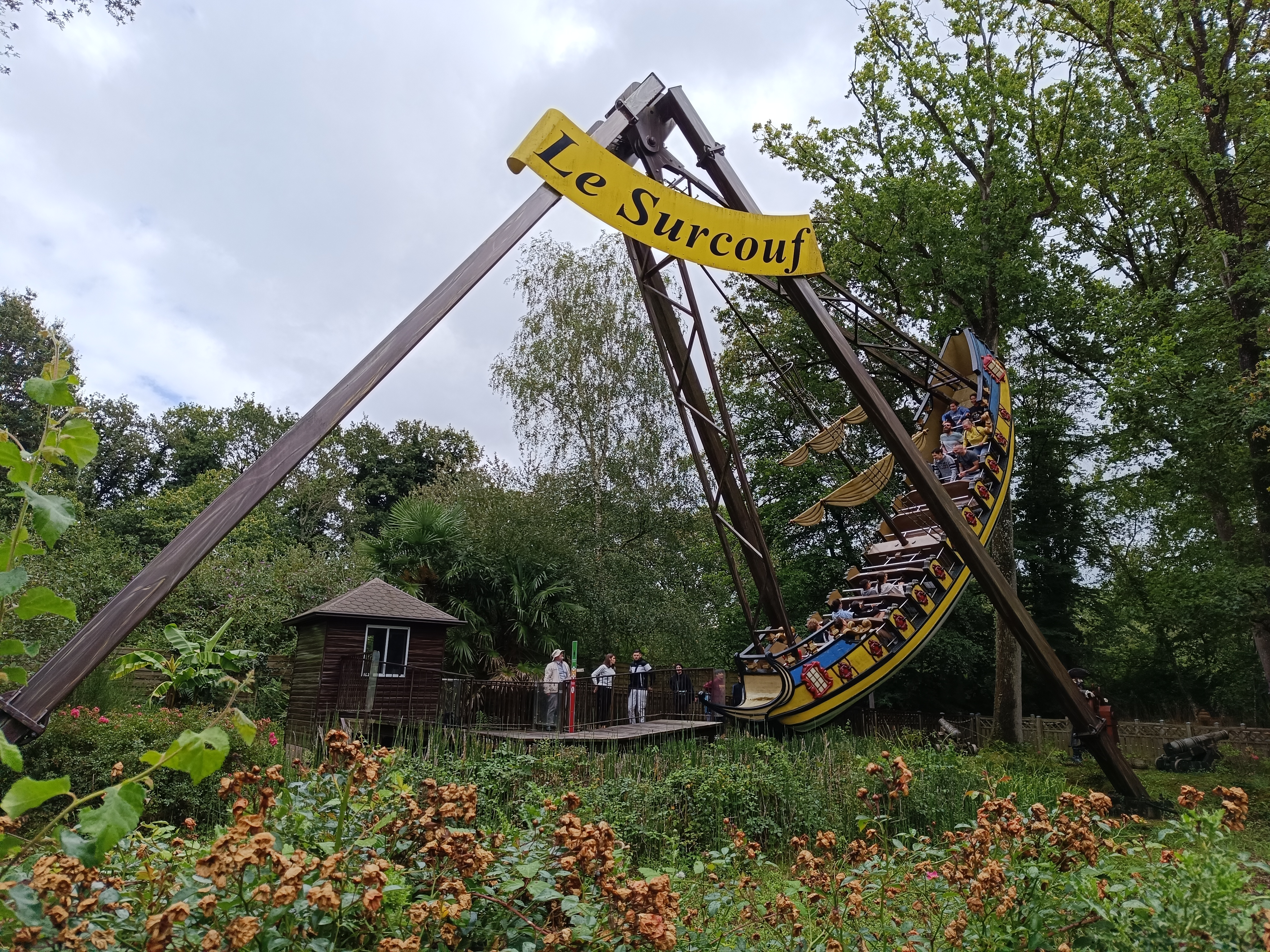
Le Surcouf.
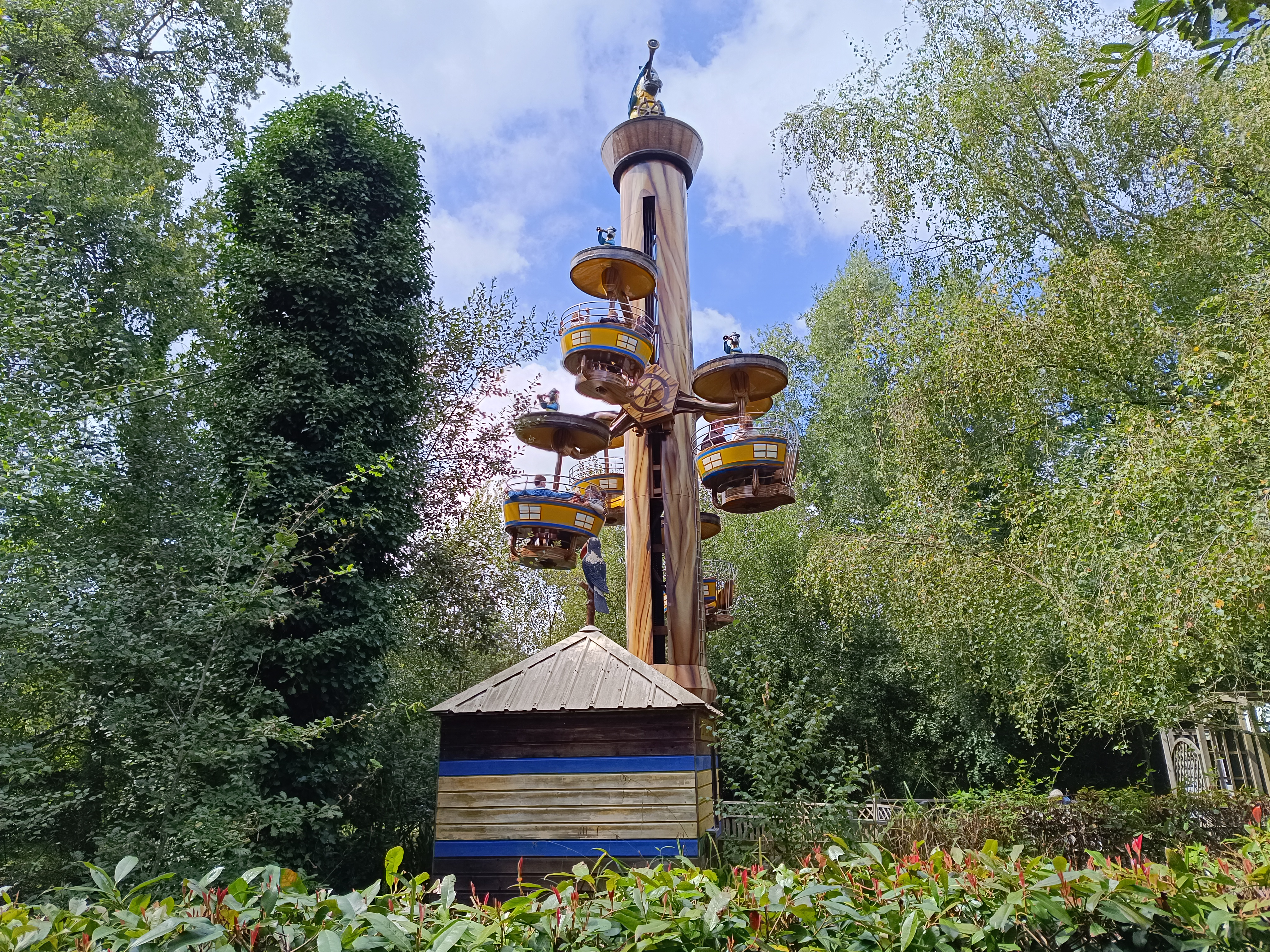
La Tour du Gué.
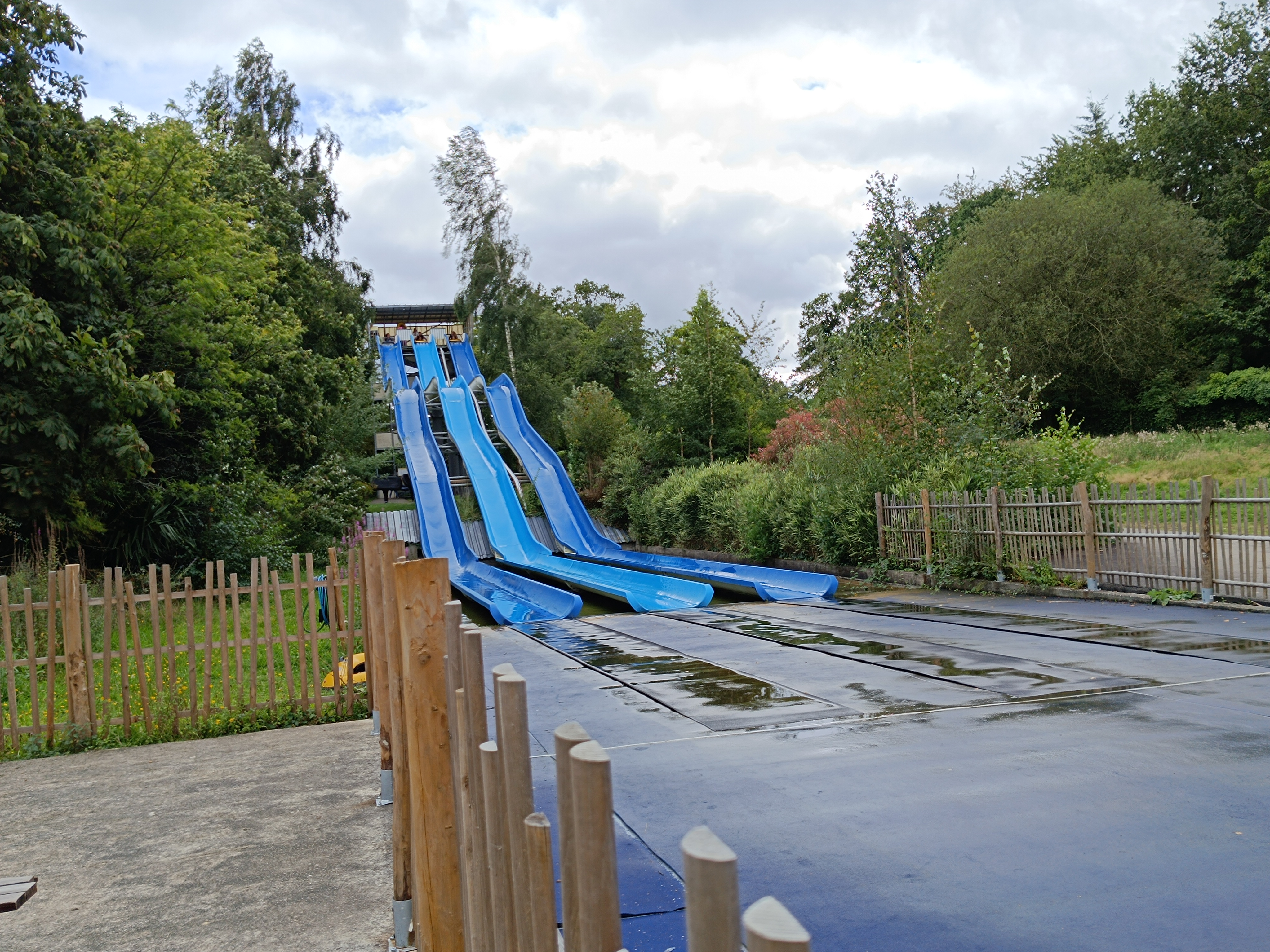
Le Dolmen.
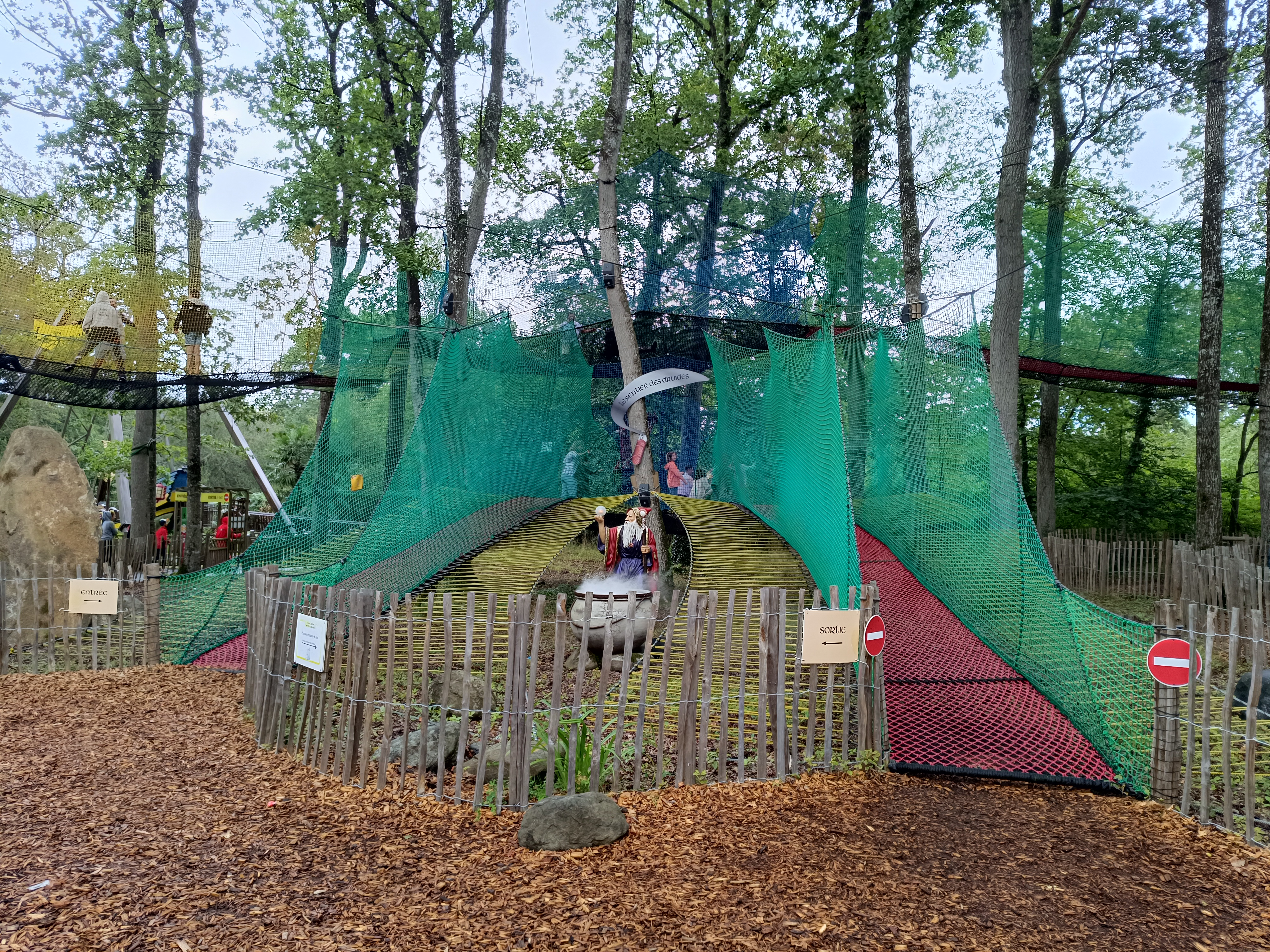
Le Sentier des Druides.
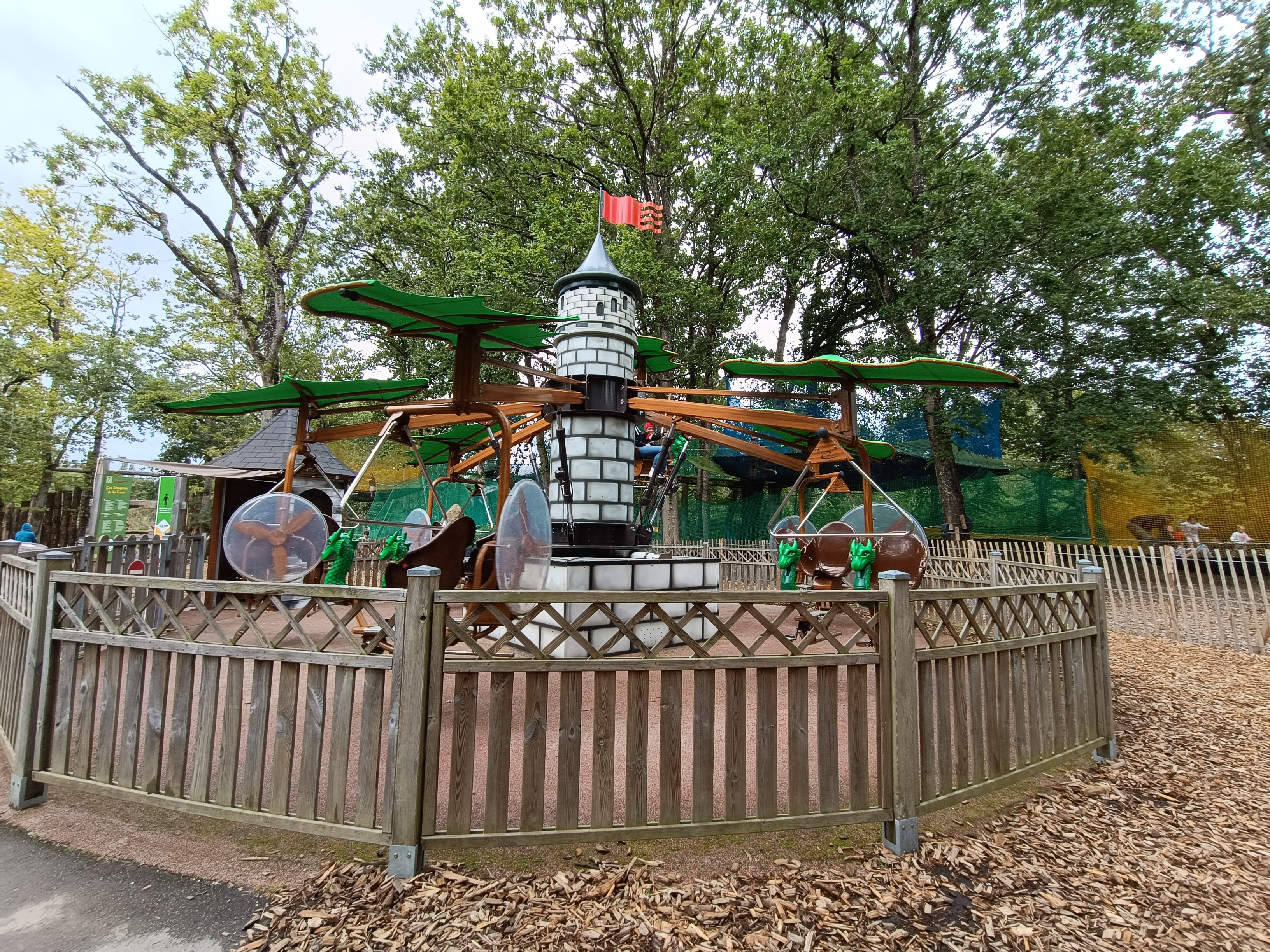
Les Dragons de la Tour.
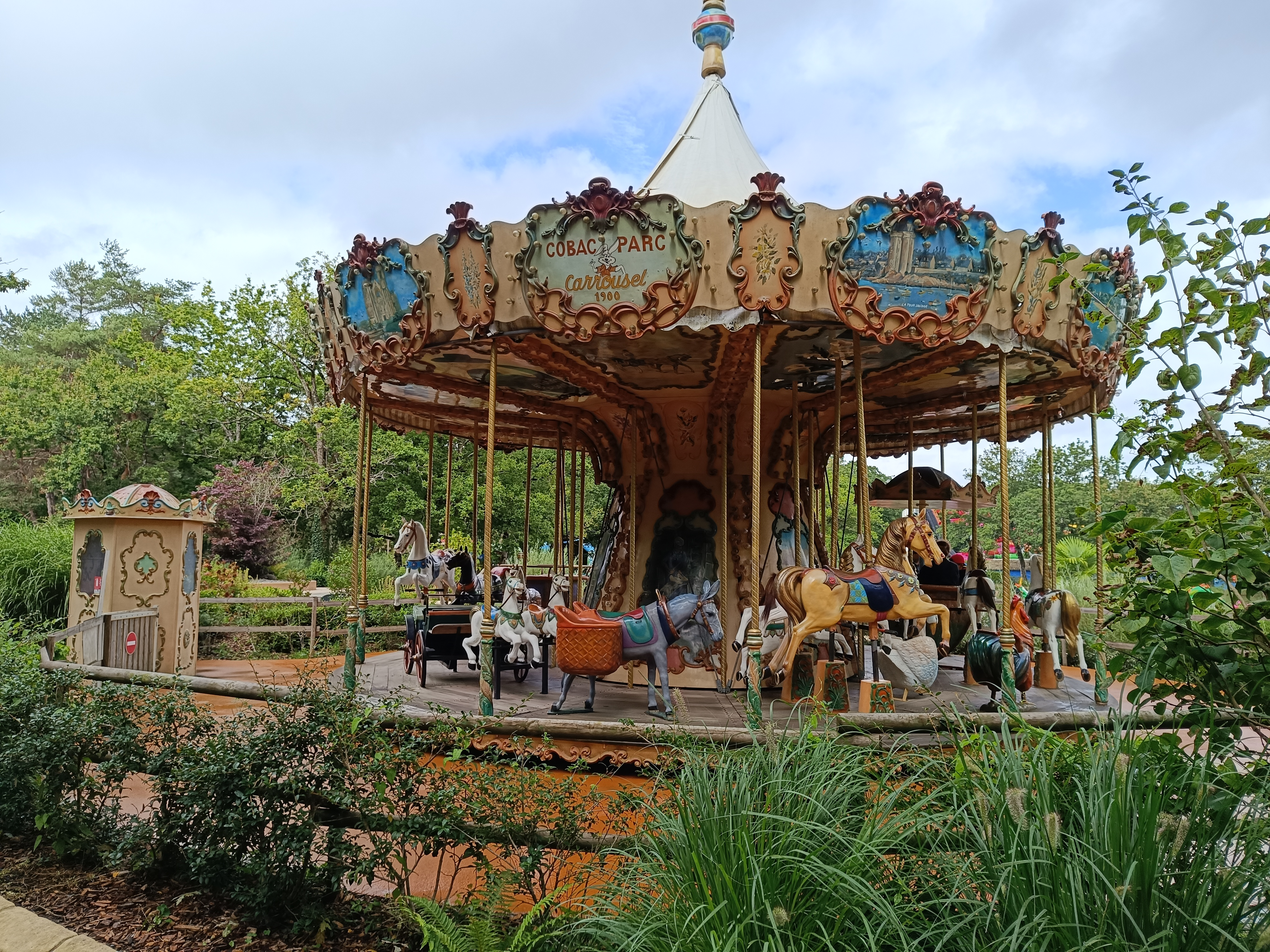
Le Carrousel 1900.

## Fréquentation
Le domaine est visité en moyenne par 110 000 personnes par an entre avril et septembre, ce qui en fait le 3e site le plus visité d'Ille-et-Vilaine.